# Paronychia davisii
Paronychia davisii är en nejlikväxtart som beskrevs av Mohammad Nazeer Chaudhri. Paronychia davisii ingår i släktet prasselörter, och familjen nejlikväxter. Inga underarter finns listade i Catalogue of Life.